# S-дуальность
S-дуальность присуща любой бране в суперструнной теории. Связывает суперструны с D1-бранами, D5-браны с солитонными 5-бранами и D3-браны с такими же D3-бранами. S-дуальность утверждает, что мы можем заменить D5-брану на солитонную 5-брану, а струну на D1-брану. Исходя из этого, можно сформулировать новое утверждение: D1-браны могут оканчиваться на солитонных 5-бранах. 
Все типы струн и бран находятся на одном и том же уровне структуры мироздания. Правило для соотнесения струн с D1-бранами хорошо изучено и проверено для случая, когда струны или D1-браны растянуты в прямую линию и почти неподвижны. Но разобраться в правилах S-дуальности для струн или D1-бран, свернутых произвольно и столь же произвольно сталкивающихся друг с другом, довольно тяжело. Данная трудность связана с сильным взаимодействием струн.
Когда струны взаимодействуют сильно, D1-браны взаимодействуют слабо, и наоборот. S-дуальность обеспечивает обмен между слабовзаимодействующим и сильновзаимодействующим поведением объекта.
Струнные дуальности зачастую связывают что-то, что мы хорошо понимаем, например теорию слабовзаимодействующих струн с тем, что мы понимаем плохо, — сильновзаимодействующее поведение.